# Wiedemannia edendalensis
Wiedemannia edendalensis är en tvåvingeart som beskrevs av Smith 1969. Wiedemannia edendalensis ingår i släktet Wiedemannia och familjen dansflugor. Inga underarter finns listade i Catalogue of Life.